# Garden Ridge (Texas)
Garden Ridge es una ciudad ubicada en el condado de Comal en el estado estadounidense de Texas. En el Censo de 2010 tenía una población de 3.259 habitantes y una densidad poblacional de 171,74 personas por km².

## Geografía
Garden Ridge se encuentra ubicada en las coordenadas 29°38′11″N 98°17′33″O / 29.63639, -98.29250. Según la Oficina del Censo de los Estados Unidos, Garden Ridge tiene una superficie total de 18.98 km², de la cual 18.41 km² corresponden a tierra firme y (2.96%) 0.56 km² es agua.

## Demografía
Según el censo de 2010, había 3.259 personas residiendo en Garden Ridge. La densidad de población era de 171,74 hab./km². De los 3.259 habitantes, Garden Ridge estaba compuesto por el 85.15% blancos, el 8.62% eran afroamericanos, el 0.49% eran amerindios, el 2.24% eran asiáticos, el 0.31% eran isleños del Pacífico, el 2.12% eran de otras razas y el 1.07% pertenecían a dos o más razas. Del total de la población el 15.07% eran hispanos o latinos de cualquier raza.